# Salomon Loeb

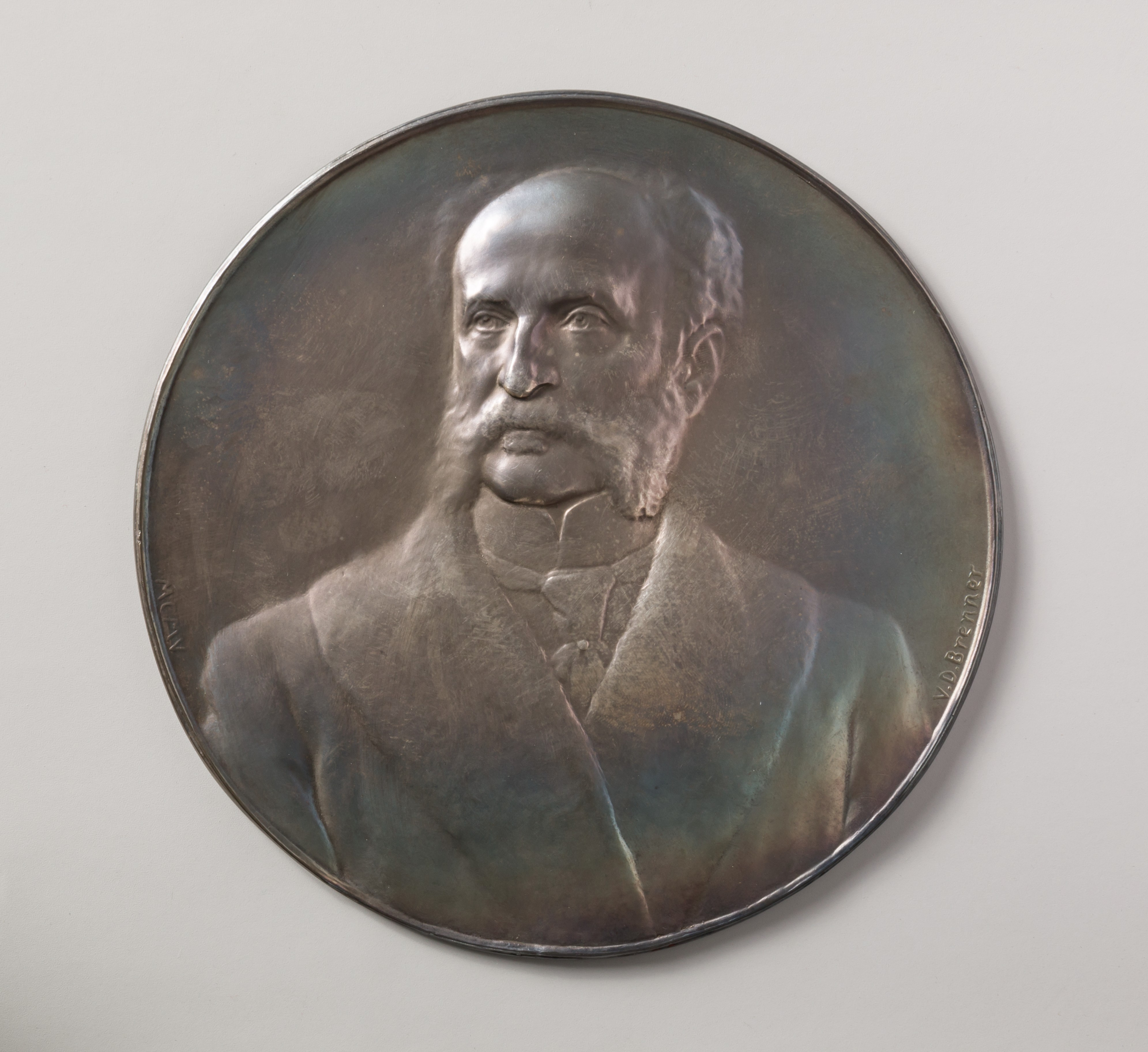
Salomon Loeb, Medaille von 1905

Salomon (Solomon) Loeb (* 29. Juni 1828 in Worms; † 12. Dezember 1903 in New York) war ein Deutsch/US-amerikanischer Kaufmann, Bankier und Philanthrop.

## Leben
Salomon Loeb, geb. Salomon Löb, wurde als Sohn einer jüdischen Familie in Worms geboren. Der Vater war ein kleiner Korn- und Weinhändler. Loeb wanderte 1849 in die USA aus. Er ließ sich in Cincinnati nieder, wo Verwandte seiner Mutter mit Abraham Kuhn einen Textilgroßhandel gegründet hatten, und trat in deren Unternehmen Kuhn, Netter & Co. ein. Er war erfolgreich und konnte Abraham Kuhns Schwester Fanny Kuhn heiraten; seine Frau starb jedoch kurz nach der Geburt ihrer Tochter Therese 1854. Salomon Loeb heiratete 1862 erneut. Betty Gallenberg, die er in Mannheim kennenlernte, war eine ausgebildete Musikerin und Pianistin. Sie hatten vier Kinder, Morris, Guta, James und Nina.
Die Firma expandierte und während sich Kuhn um die Produktion in Cincinnati kümmerte, übernahm Salomon Loeb von New York aus den Vertrieb an der Ostküste. Insbesondere die Belieferung der Unionsarmee während des Bürgerkrieges war sehr profitabel und machte die beiden Partner auch mit dem Finanzierungsgeschäft vertraut. Nach Kriegsende gründeten Kuhn und Loeb in New York am 1. Februar 1867 die Investmentbank Kuhn, Loeb & Co. Loebs Vermögen von $600.000 bildete das damalige Startkapital der Bank. Das Bankhaus begann mit dem Handel von Staatsanleihen, tat sich aber später besonders bei der Finanzierung der US-amerikanischen Eisenbahnindustrie hervor. Kuhn zog sich nach dem Tod seiner Frau (1869) mit seinen Töchtern nach Deutschland zurück. Jakob Heinrich Schiff, der 1875 Salomon Loebs Tochter Therese geheiratet hatte, trat im selben Jahr als Partner in die Bank ein. Sein aggressiverer Unternehmensstil vertrug sich nicht lange gut mit Salomon Loebs Ansichten. Loeb zog sich aus der aktiven Geschäftsführung zurück, blieb aber bis 1899 als Kommanditist in der Bank. Siebzigjährig begann er sich intensiv für Immobilien zu interessieren. Er kümmerte sich selbst um die Verwaltung seiner Geschäftshäuser. Auch widmete er sich bis zu seinem Tod philanthropischen Interessen. Insbesondere jüdische Wohlfahrtsorganisationen erhielten große Spenden.

## Familie
- Erste Ehefrau: Fanny (Fannie?) Kuhn, Schwester von Abraham Kuhn.

Eine Tochter, Therese (* 6. November 1854). Fanny Kuhn starb mit ihrem Kind im Kindbett nicht lange nach Thereses Geburt. Zwei Kinder von Therese starben sehr früh.
- Zweite Ehefrau: Betty Gallenberg, die er 1862 in Mannheim kennenlernte. Sie heirateten am 14. Juli 1862. Betty Loeb starb ein Jahr vor ihrem Mann, im September 1902.

Kinder von Salomon Loeb und Betty Loeb: Morris, Guta, James und Nina.
Morris Loeb (* 23. Mai 1863, Cincinnati; † 1912), Professor für Chemie. Er heiratete 1895 Eda Kuhn (1867–1951) aus Cincinnati. Eltern: Samuel und Regina (Wise) Kuhn. Samuel Kuhn war ein Bruder von Abraham Kuhn.
Guta Loeb (* 5. September 1865, New York) heiratete Isaac N. Seligman, einen Enkel von David Seligman.
James (Jimmy) Loeb (* 6. August 1867, New York; † 27. Mai 1933, Murnau), Bankier bei Kuhn, Loeb & Co. (1888–1901) und Privatgelehrter, Kunstsammler, Mäzen;
Nina Loeb (* 1870; † 1945), heiratete 1895 Paul M(oritz) Warburg.
- Therese L. Schiffs Tochter Frieda Schiff heiratete 1895 Felix M(oritz) Warburg.
- Abraham Kuhns Frau war eine Schwester von Salomon Loeb.